# Eagle (Colorado)
Eagle és una població dels Estats Units, seu del comtat del mateix nom, a l'estat de Colorado. Segons el cens del 2000 tenia 3.032 habitants.

## Demografia
Segons el cens del 2000, Eagle tenia 3.032 habitants, 1.064 habitatges, i 746 famílies. La densitat de població era de 496 habitants per km².
Dels 1.064 habitatges en un 43,8% hi vivien nens de menys de 18 anys, en un 59,4% hi vivien parelles casades, en un 7,3% dones solteres, i en un 29,8% no eren unitats familiars. En el 20,6% dels habitatges hi vivien persones soles el 5,1% de les quals corresponia a persones de 65 anys o més que vivien soles. El nombre mitjà de persones vivint en cada habitatge era de 2,8 i el nombre mitjà de persones que vivien en cada família era de 3,27.
Per edats la població es repartia de la següent manera: un 30,6% tenia menys de 18 anys, un 6,6% entre 18 i 24, un 40,8% entre 25 i 44, un 17,5% de 45 a 60 i un 4,5% 65 anys o més.
L'edat mediana era de 32 anys. Per cada 100 dones de 18 o més anys hi havia 107,8 homes.
La renda mediana per habitatge era de 62.750 $ i la renda mediana per família de 67.500 $. Els homes tenien una renda mediana de 40.833 $ mentre que les dones 29.342 $. La renda per capita de la població era de 22.657 $. Entorn del 3,3% de les famílies i el 5,4% de la població estaven per davall del llindar de pobresa.

## Poblacions més properes
El següent diagrama mostra les poblacions més properes.